# Selaginella harrisii
Selaginella harrisii là một loài dương xỉ trong họ Selaginellaceae. Loài này được Underw. & Hieron. mô tả khoa học đầu tiên năm 1912.